# Nikita Filippow
Nikita Filippow (ur. 7 października 1991 w Ałmaty) – kazachski lekkoatleta specjalizujący się w skoku o tyczce.
Zawodnik ma w swoim dorobku złoto i brąz mistrzostw Azji juniorów. W 2010 sięgnął po srebrny medal halowych mistrzostw Azji. Jedenasty zawodnik mistrzostw świata juniorów w 2010. Rok później zajął 4. miejsce na czempionacie Azji w Kobe. W 2012 startował na igrzyskach olimpijskich w Londynie, na których nie udało mu się awansować do finału. Brązowy medalista uniwersjady w Kazaniu (2013). W 2015 ponownie wystąpił na akademickim czempionacie, zdobywając złoty medal. Wielokrotny mistrz Kazachstanu.
Rekordy życiowe: stadion – 5,60 (14 maja 2012 oraz 15 czerwca 2013, Ałmaty); hala – 5,50 (5 lutego 2011, Karaganda).

## Osiągnięcia
| Rok  | Impreza                     | Miejsce  | Lokata            | Wynik (m) |
| ---- | --------------------------- | -------- | ----------------- | --------- |
| 2008 | Mistrzostwa Azji juniorów   | Dżakarta | 3. miejsce        | 4,80      |
| 2010 | Halowe mistrzostwa Azji     | Teheran  | 2. miejsce        | 5,10      |
| 2010 | Mistrzostwa Azji juniorów   | Hanoi    | 1. miejsce        | 5,05      |
| 2010 | Mistrzostwa świata juniorów | Moncton  | 11. miejsce       | 4,85      |
| 2011 | Mistrzostwa Azji            | Kobe     | 4. miejsce        | 5,40      |
| 2012 | Igrzyska olimpijskie        | Londyn   | el. – 18. miejsce | 5,35      |
| 2013 | Uniwersjada                 | Kazań    | 3. miejsce        | 5,50      |
| 2013 | Mistrzostwa świata          | Moskwa   | el. – 14. miejsce | 5,40      |
| 2014 | Igrzyska azjatyckie         | Inczon   | 5. miejsce        | 5,25      |
| 2015 | Mistrzostwa Azji            | Wuhan    | 8. miejsce        | 5,40      |
| 2015 | Uniwersjada                 | Gwangju  | 1. miejsce        | 5,50      |
| 2015 | Mistrzostwa świata          | Pekin    | el. – 30. miejsce | 5,40      |